# Gnome-Rhône

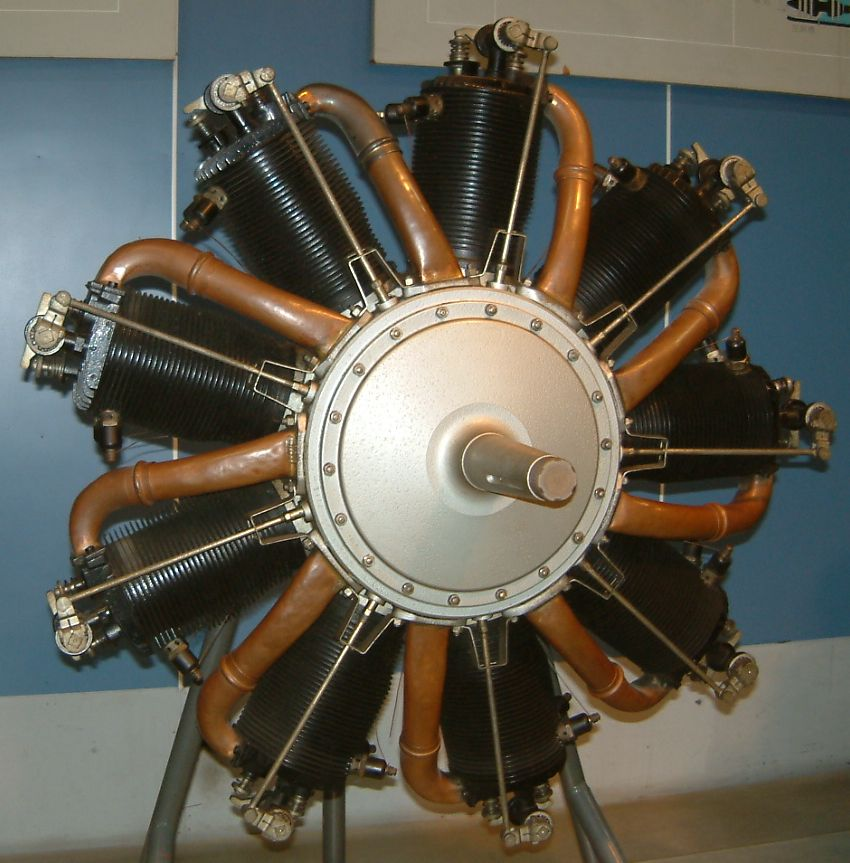
Licencyjny silnik Le Rhône 9C z samolotu Nieuport 24C1

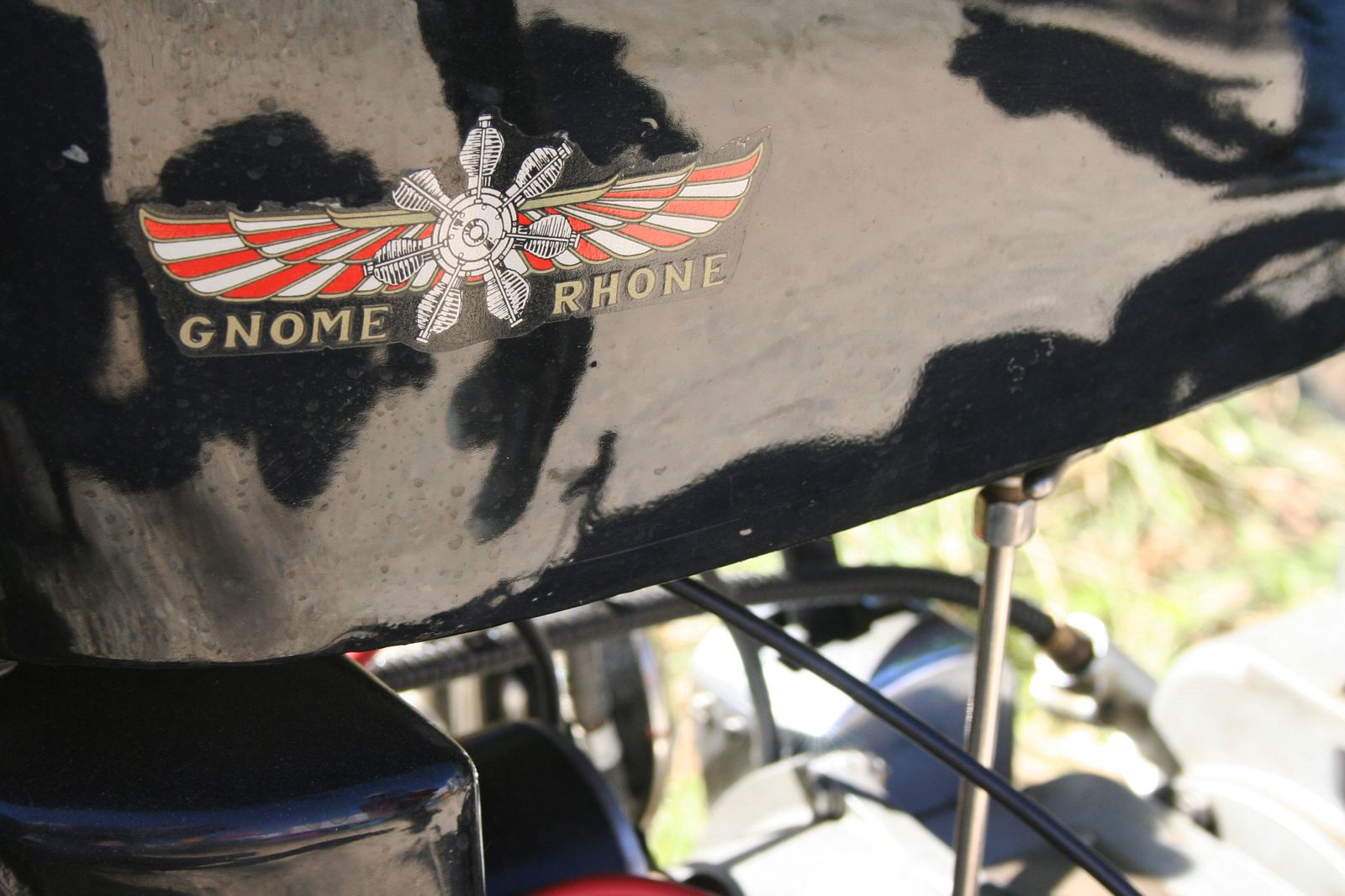

Gnome-Rhône – francuskie przedsiębiorstwo, powstałe w 1915 roku z połączenia przedsiębiorstw Gnome oraz Le Rhône. Producent silników lotniczych i motocykli. Po II wojnie światowej zakłady Gnome-Rhône zostały znacjonalizowane, a nazwę przedsiębiorstwa zmieniono na Snecma (Société Nationale d'Étude et de Construction de Moteurs d'Aviation).